# Monte Orndorff
Il Monte Orndorff (in lingua inglese: Mount Orndorff) è una montagna antartica, alta 1.520 m, situata 9 km a sud del Nilsen Peak, sul fianco occidentale del Ghiacciaio Massam, nei Monti della Regina Maud, in Antartide.   
La denominazione fu assegnata dall'Advisory Committee on Antarctic Names (US-ACAN) in onore del capitano di corvetta Howard J. Orndorff (1922-1992), della U.S. Navy, uno dei membri della sessione invernale presso la Stazione McMurdo nel 1963.